# Chociwel
Chociwel é um município da Polônia, na voivodia da Pomerânia Ocidental e no condado de Stargard. Estende-se por uma área de 3,67 km², com 3 167 habitantes, segundo os censos de 2016, com uma densidade de 862,9 hab/km².